# Peter Veniot

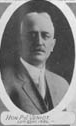
Peter Veniot

Hon. Peter John Veniot, PC (* 24. Oktober 1863 in Richibucto, New Brunswick; † 6. Juli 1936 in Bathurst, New Brunswick) war ein kanadischer Politiker der Liberalen Partei Kanadas, der unter anderem zwischen 1923 und 1925 Premierminister von New Brunswick und damit der erste Premierminister, der zu den Akadiern mit bretonisch-normannischen Vorfahren gehörte. Er war danach von 1926 bis zu seinem Tode 1936 Mitglied des Unterhauses von Kanada und fungierte im 14. Kabinett Kanadas zwischen 1926 und 1930 als Postminister.

## Leben

### Premier von New Brunswick
Peter John Veniot, der zu den Akadiern mit bretonisch-normannischen Vorfahren gehörte, war als Journalist, Zeitungsbesitzer und Versicherungsagent tätig. Er wurde 1894 für die New Brunswick Liberal Association im Wahlkreis Gloucester erstmals zum Mitglied der Legislativversammlung von New Brunswick gewählt und gehörte dieser zunächst bis 1899 an. Bei der Wahl am 24. Februar 1917 wurde er für die Liberal Association abermals zum Mitglied der Legislativversammlung gewählt und vertrat den Wahlkreis Gloucester nunmehr bis September 1926. In der Regierung von Premier Walter Edward Foster bekleidete er zwischen dem 4. April 1917 und dem 31. Januar 1923 das Amt als Minister für öffentliche Arbeiten (Minister of Public Works).
Am 28. Februar 1923 wurde er als Nachfolger von Foster selbst Premierminister von New Brunswick und bekleidete als erster Akadier dieses Amt bis zum 10. September 1925 inne, woraufhin John Babington Macaulay Baxter von der Progressive Conservative Party of New Brunswick sein Nachfolger wurde. Bei der Wahl zur Legislativversammlung am 10. August 1925 erlitt Veniots Liberal Association eine Niederlage und erreichte nur noch elf der 48 Mandate, während Baxters Progressive Conservative Party mit 37 Mandaten eine deutliche absolute Mehrheit erhielt. Daraufhin übernahm Veniot zwischen 1925 und 1926 die Funktion als Oppositionsführer (Leader of the Opposition) in der Legislativversammlung.

### Unterhausmitglied und Minister im Bundeskabinett
Peter Veniot wurde bei der Kanadischen Unterhauswahl am 14. September 1926 für die Liberale Partei Kanadas im Wahlkreis Gloucester mit 7.992 Stimmen erstmals zum Mitglied des Unterhauses von Kanada. Am 25. September 1926 übernahm er in dem von Premierminister William Lyon Mackenzie King gebildeten 14. Kabinett Kanadas das Amt als Postminister und bekleidete dieses bis zum 6. August 1930. Bei der Unterhauswahl am 28. Juli 1930 wurde er im Wahlkreis Gloucester mit 7.716 Stimmen sowie bei der Unterhauswahl am 14. Oktober 1935 mit 11.816 Stimmen jeweils wiedergewählt. Er gehörte dem Unterhaus bis zu seinem Tode am 6. Juli 1936 an. Während seiner zehnjährigen Parlamentszugehörigkeit war er Mitglied zahlreicher Ständiger Ausschüsse des Unterhauses.
Aus seiner 1885 geschlossenen Ehe mit Catherine Melanson ging sein Sohn Clarence Joseph Veniot (1886–1977) hervor, der nach seinem Tode 1936 bis 1945 den Wahlkreis Gloucester als Mitglied im Unterhaus vertrat sowie daraufhin zwischen 1945 und 1966 Bundessenator für New Brunswick war.

## Weblink
- The Hon. Peter John Veniot, P.C., M.P. Parlament von Kanada (englisch).